# 大毛見小毛
《大毛見小毛》是太陽神影業有限公司製作的1981年香港喜劇電影。葉森導演。

## 演員表
- 韓國材 飾 畢小毛
- 染野行雄 飾 大毛松
- 尤翠玲 飾 林珍珍
- 宋金來 飾 盲毛
- 馮瑞珍 飾 珍母
- 陳寶祥 飾 明仔
- 溫泉 飾 神經漢
- 王克 飾 茶樓老闆
- 甘露 飾 女病人
- 陳玉薇 飾 陳姑娘
- 鄭麗芳 飾 空中小姐
- 李漢城
- 藍偉烈
- 列燕雲 飾 王姑娘
- 李恆
- 尹靈光
- 陸應康
- 黃一飛
- 孫季卿 飾 小毛父
- 張石庵
- 王友浩
- 張作舟
- 李樹芬
- 金天柱
- 萬艾迪
- 葛萍
- 楊棋
- 方茹
- 杜永亮
- 黃家駒
- 亞歷山大·格蘭

## 職員表
- 出品人：龔永堯
- 原作：龔永堯
- 編劇：葉森，凌漢
- 燈光：古友
- 助導：浚漢
- 片頭動画：JOE WONG
- 攝影：余津
- 化粧：陳大明
- 場記：潘明珠
- 對白：丁羽
- 效果：李義之
- 錄音：周少龍
- 音樂：陳勲奇
- 剪接：樊恭明
- 導演：葉森
- 出品：太陽神影業有限公司